# 三原浅野家
三原浅野家（みはらあさのけ）は、浅野氏の庶流にあたる武家・士族・華族だった家。江戸時代には安芸広島藩主浅野家において備後三原を領する家老家として続き、維新後は華族の男爵家に列した。

## 歴史
浅野長勝（浅野長政の養父）の兄長忠の子忠吉を祖とする。忠吉は浅野幸長の家老となり、慶長5年（1600年）に幸長が紀伊国和歌山藩に転封された際には同国新宮において2万8000石の所領が与えられた。元和5年（1619年）に幸長の子浅野長晟が安芸国広島藩に転封となった後には備後国御調郡三原において3万石を領するようになった。以降幕末維新期の当主忠まで代々三原3万石を領する広島藩家老家として続いた。
維新後には三原浅野家は当初士族に列した。明治17年（1884年）に華族が五爵制になった際に定められた『叙爵内規』の前の案である『爵位発行順序』所収の『華族令』案の内規（明治11年・12年ごろ作成）や『授爵規則』（明治12年以降16年ごろ作成）では旧万石以上陪臣が男爵に含まれており、三原浅野家も男爵候補に挙げられているが、最終的な『叙爵内規』では旧万石以上陪臣は授爵対象外となったためこの時点では三原浅野家は士族のままだった。
明治15年・16年ごろ作成と思われる『三条家文書』所収『旧藩壱万石以上家臣家産・職業・貧富取調書』は、当時の当主浅野哲吉について旧禄高3万石、所有財産は空欄、職業は無職、貧富景況は「負債多の由」と記している。しかしその後経済状態は回復したらしく、明治33年（1900年）5月9日に旧万石以上陪臣家、かつ華族の体面を維持できる財産（年間500円以上の収入を生じる財本）を有する25家が華族の男爵に叙された際に哲吉が男爵に叙せられた。
その養子忠允（戸田康保子爵の子）の代に三原浅野男爵家の本邸は広島県広島市吉島羽衣町、東京の邸宅は東京府東京市世田谷区下馬町にあった。